# وزارت دفاع ملی کانادا
وزارت دفاع ملی کانادا (انگلیسی: Department of National Defence) وزارتخانه‌ای از دولت کانادا است که از نیروهای مسلح کانادا در نقش دفاع از منافع ملی کانادا در داخل و خارج از کشور پشتیبانی می‌کند. این وزارتخانه یک سازمان غیرنظامی، بخشی از خدمات عمومی است و از نیروهای مسلح پشتیبانی می‌کند؛ با این حال، به عنوان یک سازمان غیرنظامی، جداگانه است و بخشی از خود ارتش نیست. دفاع ملی بزرگ‌ترین وزارتخانه دولت کانادا از نظر بودجه است و وزارتخانه‌ای با بیشترین تعداد ساختمان، با ۶۸۰۶ ساختمان در سال ۲۰۱۵ است.
این وزارتخانه از طریق وزیر دفاع ملی در برابر پارلمان مسئول است. معاون وزیر دفاع ملی، ارشدترین کارمند دولت در این وزارتخانه، مسئول رهبری و عملیات روزانه وزارتخانه است و مستقیماً به وزیر گزارش می‌دهد. این وزارتخانه برای کمک به وزیر در انجام مسئولیت‌هایش در مجموعه دفاعی وجود دارد و یک سیستم پشتیبانی غیرنظامی برای نیروهای مسلح کانادا فراهم می‌کند. طبق قانون دفاع ملی، نیروهای مسلح کانادا سازمانی کاملاً جدا و متمایز از وزارت دفاع ملی است و بخشی از آن نیست.